# Paragymnopleurus brahminus
Paragymnopleurus brahminus là một loài bọ cánh cứng trong họ Bọ hung (Scarabaeidae).